# Ruderalflur-Johanniskrauteule
Die Ruderalflur-Johanniskrauteule (Chloantha hyperici), auch Weißgraue Johanniskrauteule oder Johanniskrauteule genannt, ist ein Schmetterling (Nachtfalter) aus der Familie der Eulenfalter (Noctuidae).

## Merkmale

### Falter
Die Falter erreichen eine Flügelspannweite von 30 bis 34 Millimetern. Auf den Vorderflügeln sind dunkelgraue, braungraue oder weißgraue Tönungen vorherrschend. Nieren- und Ringmakel heben sich hellgrau hervor und sind meist bräunlich gefüllt. Die Wellenlinie ist stark gezackt. Charakteristisch ist ein weißliches Feld oberhalb des langen, schwarzen Wurzelstrahls. Im Saumfeld befinden sich schwarze Längsstriche. Auf den weißlichgrauen Hinterflügeln heben sich die dunklen Adern deutlich ab.

### Ei, Raupe Puppe
Das Ei hat eine halbkugelige Form und eine perlweiße Färbung. Es ist mit breiten, unregelmäßigen Längsrippen versehen, von denen aber nur etwa ein Drittel die Mikropylzone erreichen. Erwachsene Raupen sind von kastanienbrauner Farbe und zeigen ovale, dunkle Rückenflecke. Der breite Seitenstreifen ist weißlich gefärbt und nach oben schwarz begrenzt. Die rotbraune Puppe besitzt zwei Dornen sowie mehrere kurze Borsten am Kremaster.

### Ähnliche Arten
Aufgrund der sehr markanten Zeichnung sind Verwechslungen mit europäischen Arten praktisch ausgeschlossen, jedoch hat die im Elburs-Gebirge vorkommende Chloantha elbursia eine große Ähnlichkeit zu hyperici.

## Synonyme
- Actinotia hyperici

## Geographische Verbreitung und Lebensraum
Die Verbreitung der Nominatform ssp. hyperici erstreckt sich durch den südlichen Teil Mitteleuropas, nahezu ganz Südeuropa und weiter bis nach Vorder- und Kleinasien, Israel, den Irak, den Persischen Golf sowie den Kaukasus. In einem geographisch isolierten Gebiet Norddänemarks, Südschwedens, Südnorwegens und Südwestfinnlands kommt die ssp. svendseni vor. In den Südalpen ist die Nominatform noch bis auf etwa 1700 Meter Höhe zu finden. Die Tiere sind hauptsächlich an warmen Hängen sowie auf steinigen Ödländereien und Ruderalflächen anzutreffen.

## Lebensweise
Die Falter fliegen im Norden in zwei Generationen im Juni bzw. August sowie im Süden in drei Generationen und zwar im April/Mai, Juli/August und September/Oktober. Sie besuchen gelegentlich künstliche Lichtquellen, häufiger jedoch angelegte Köder. Auch wurden sie beim Saugen an den Blüten der Kanadischen Goldrute (Solidago canadensis) beobachtet. Als Futterpflanze der Raupen dient in erster Linie das Echte Johanniskraut (Hypericum perforatum). Die Art überwintert als Puppe.

## Gefährdung
In Deutschland kommt die Ruderalflur-Johanniskrauteule in sehr unterschiedlicher Anzahl vor, wird jedoch auf der Roten Liste gefährdeter Arten als nicht gefährdet geführt. Nach Ebert befindet sich die Art momentan in einer Ausbreitungsphase.